# Rinehart Peak
Rinehart Peak är en bergstopp i Antarktis. Den ligger i Östantarktis. Nya Zeeland gör anspråk på området. Toppen på Rinehart Peak är 1 710 meter över havet.
Terrängen runt Rinehart Peak är kuperad österut, men västerut är den bergig. Trakten är obefolkad. Det finns inga samhällen i närheten. 